# Vitrac-en-Viadène
Vitrac-en-Viadène är en kommun i departementet Aveyron i regionen Occitanien i södra Frankrike. Kommunen ligger  i kantonen Sainte-Geneviève-sur-Argence som ligger i arrondissementet Rodez. År 2018 hade Vitrac-en-Viadène 93 invånare.

## Befolkningsutveckling
Antalet invånare i kommunen Vitrac-en-Viadène
Referens: INSEE